# Erik Ljung "Kusen"

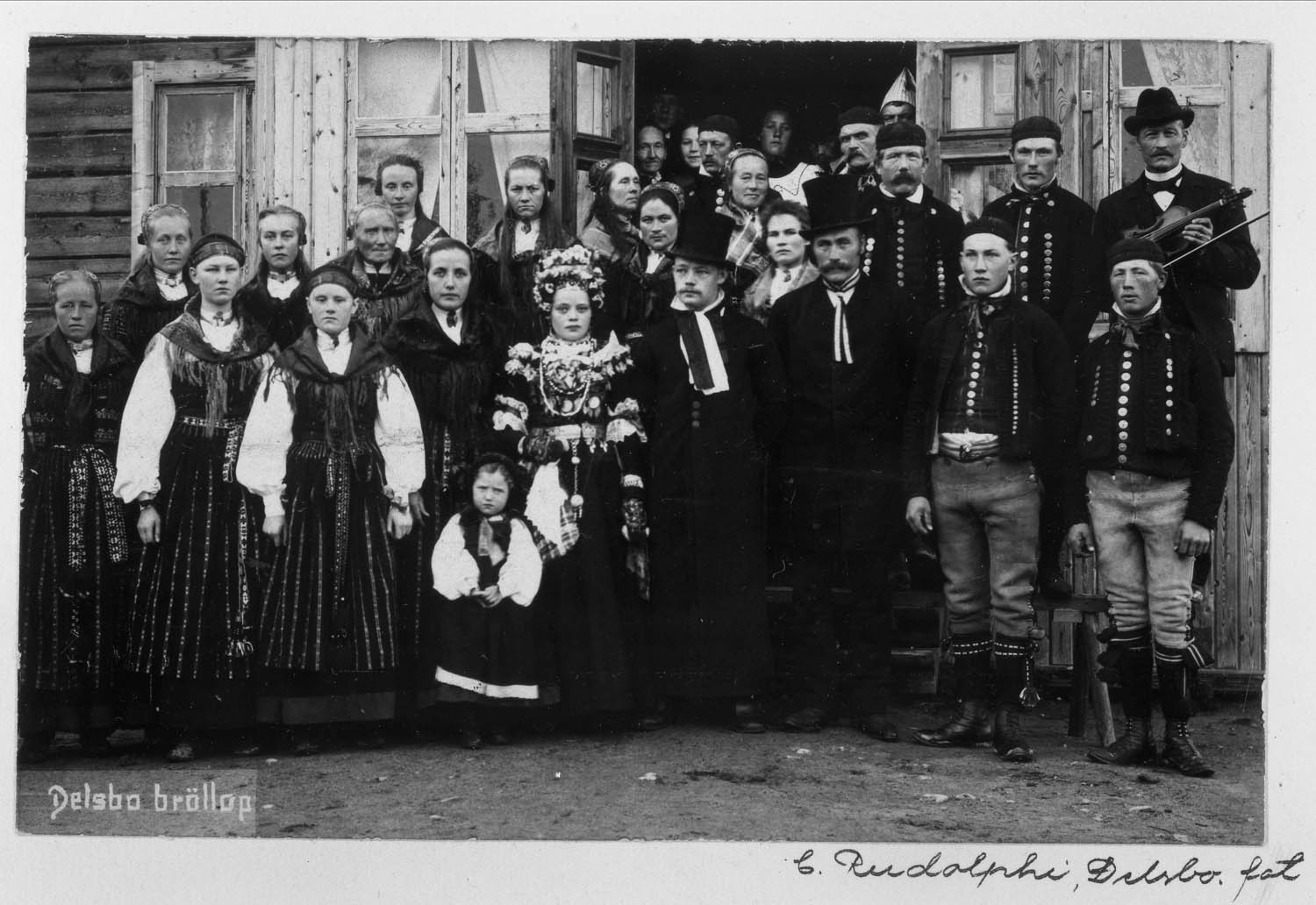
Till höger i bild ses Erik Ljung "Kusen" med sin fiol. Bröllopssällskap från ca 1902-04 i Delsbo.

Erik Ersson Ljung, född 11 januari 1851 i Delsbo församling, Gävleborgs län, död 28 mars 1928 i Delsbo församling, Gävleborgs län, var en skomakare, bonde och hälsingespelman.
Erik Ljung spelade mest fiol men lärde sig också nyckelharpa genom Jonas Skoglund när de gick i skomakarlära hos Jonas morbror Blom. Han deltog på nyckelharpa vid spelmanstävlingar midsommaren 1910 och juli 1913 (3:e pris 15 kr) i Hudiksvall samt 25 juni 1920 (belöning 50 kr) i Järvsö.
Ljung är tillsammans med Carl Sved en ganska undanskymd, men dock så viktig, representant för folkmusiken från området kring Delsbo socken och vidare för folkmusiktraditionen i Hälsingland. Han hade många av sina låtar efter sina morbröder, Persapojkarna (Lasse och Pelle) eller Bjusnäspojkarna.
Spelstilen var, liksom spelkamraten Carl Sved, ålderdomlig och betraktades som alltförför rå av mer moderna spelmän som Thore Härdelin (d.ä.). Genom något yngre spelmän som Mattias Blom och Grubb Anders Jonsson är speldialekten fortfarande bevarad. Många av låtarna är ålderdomliga åttondelslåtar. Ljung brukade även spela med Ljusdalspelmannen Mårten Andersson. 
Traditionen förvaltas av bl.a. Skäggmanslaget, Britt-Marie Swing, Hans-Olov Olsson och Johan Ask. Ljung är dessutom en förfader till en av Skäggmanslagets fiolister, Petter Logård. Finns representerad på bland annat musikalbumen "Pjål, Gnäll och Ämmel", "Kniviga låtar tillägnade länsman i Delsbo", "Thore Härdelin som Hultkläppen" och "Bland Winblad och Tulpan".